# Ajmone Finestra

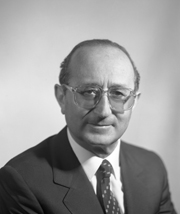
Ajmone Finestra

Ajmone Finestra (4 de fevereiro de 1921 – 26 de abril de 2012) foi um político italiano que serviu como senador (1979 – 1987) e prefeito de Latina (1993 – 2002).